# Alho-porro
O alho-francês (português europeu) ou alho-poró (português brasileiro) (Allium porrum ou, segundo J. Gay Allium ampeloprasum var. porrum) é um vegetal que pertence à mesma família (Amaryllidaceae) que as cebolas e os alhos. Existem ainda as variantes Allium ampeloprasum var. ampeloprasum, cultivado devido ao uso dos seus bolbos e o Allium kurrat cujas folhas são apreciadas no Egipto e Médio Oriente. É ainda conhecido pelos termos alho-francês, alho-macho, alho-poró, alho-porró, alho-porrô, poró, porro-bravo e porro-hortense.

## Características

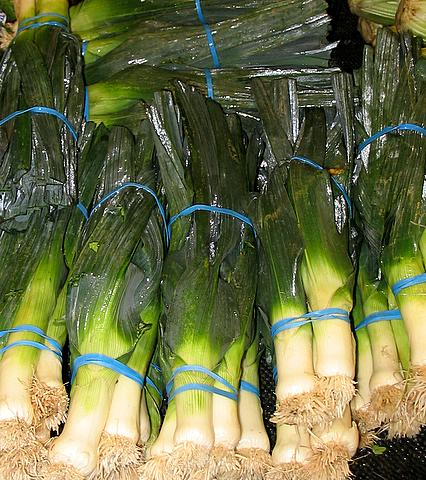
Molhos de alho-francês.

Em vez de formar um bulbo arredondado, como a cebola, o alho-poró produz um longo cilindro de folhas encaixadas umas nas outras, esbranquiçadas na zona subterrânea, sendo esta a parte das folhas a mais utilizada na culinária, ainda que a parte verde também possa ser utilizada, por exemplo, em sopas. Para que o bulbo fique de cor branca é necessário proceder à "amontoa", cerca de 30 dias antes da colheita. Tal operação consiste em soterrar quase por completo a planta.
São geralmente semeados em canteiros, em estufas, dos quais se retiram as mudas, que se podem encontrar no mercado e transplantar para hortas. Depois da muda, é uma planta particularmente resistente. Existe um conjunto de variedades particularmente adaptadas ao frio e que se mantêm prontas para consumo durante o inverno. É mais resistente à geada que a cebola. A planta adapta-se facilmente a qualquer tipo de solo, ainda que prefira solos pouco ácidos ou sensivelmente neutros. É aconselhável também que o solo seja bem drenado.
Em geral subdividem-se as variedades cultivares de alho-francês em alho-francês de inverno e de verão. Enquanto que o alho-francês de verão é plantado com vista a uma colheita rápida, o alho-francês de inverno é geralmente colhido até à primavera seguinte ao ano em que é plantado. As variedades de verão são geralmente de menor porte e têm um sabor menos intenso que as variedades de inverno.

## Culinária
De sabor mais suave que a cebola, o alho-francês é muito usado na culinária, sendo um ingrediente da famosa vichyssoise. Podem também ser utilizados crus em saladas.
Como símbolo do País de Gales, é compreensível que seja um alimento vastamente utilizado neste país. Um dos pratos tradicionais é o Cawn cennin, uma sopa preparada para uma data comemorativa de há vários séculos.

## História
O alho-porro era já utilizado pelos antigos Egípcios, Gregos e Romanos que depois levaram o vegetal a diversas partes da Europa.
É um dos símbolos nacionais do País de Gales, fazendo parte dos rituais do dia de São David, altura em que é tradição os galeses envergarem a planta. De acordo com a mitologia do País de Gales, São David ordenou aos seus soldados galeses que envergassem a planta nos seus elmos numa batalha contra os Saxões que teria ocorrido num campo de alhos-porros. É provável que esta história tenha sido concebida pelo poeta inglês Michael Drayton, mas sabe-se que a planta é um símbolo deste povo desde épocas antigas. Por exemplo, Shakespeare refere-se à tradição de envergar o alho-porro na sua peça Henrique V, onde Henrique diz a Fluellen que está envergando o alho-porro "for I am Welsh, you know, good countryman" ("porque sou galês, bem sabes, caro compatriota").

## Valor nutricional
| Nutrientes      | Unidades | Quantidade* |
| --------------- | -------- | ----------- |
| Umidade         | %        | 91,0        |
| Energia         | kcal     | 32          |
| Proteína        | g        | 1,4         |
| Lipídeos        | g        | 0,1         |
| Colesterol      | mg       | NA          |
| Carboidrato     | g        | 6,9         |
| Fibra Alimentar | g        | 2,5         |
| Cinzas          | g        | 0,6         |
| Cálcio          | mg       | 34          |
| Magnésio        | mg       | 11          |
| Manganês        | mg       | 0,10        |
| Fósforo         | mg       | 36          |
| Ferro           | mg       | 0,6         |
| Sódio           | mg       | 2           |
| Potássio        | mg       | 224         |
| Cobre           | mg       | 0,29        |
| Zinco           | mg       | 0,2         |
| Retinol         | mcg      | NA          |
| RE              | mcg      | 16          |
| RAE             | mcg      | 8           |
| Tiamina         | mg       | 0,06        |
| Riboflavina     | mg       | Tr          |
| Piridoxina      | mg       | 0,08        |
| Niacina         | mg       | 0,34        |
| Vitamina C      | mg       | 14,1        |

*Quantidade de nutrientes por porção de 100g do alho-poró cru.